# Pop Muzik
A Pop Muzik című dal egy 1979-ben megjelent kislemez a Robin Scott által vezetett angol M előadásában, mely első New York • London • Paris • Munich című albumon található.
A dal 1979 elején jelent meg az Egyesült Királyságban. A dalhoz készült videóklipben Scott mint DJ tűnik fel, és mikrofonban énekel egy lemezjátszó előtt, valamint két női modell is látható a klipben, akik mint egy robot úgy mozognak. A klipben Brigit Novik is közreműködik, aki a dalban, mint háttérvokál hallható. A klipet Brian Grant rendezte.
A kislemez B oldalán az M Factor című dal kapott helyet, mely két különböző  változatban jelent meg a brit és európai kiadásokon. Az Egyesült Államokban és Kanadában egy remixelt kiadás jelent meg.
A dal több mint hét országban volt első helyezett, és 1979-ben az egyik legnépszerűbb dal volt. A dalhoz 1989-ben Ben Liebrand készített remixet. A dal maxi CD lemezen 1995-ben jelent meg először az 1989-es remix mellett az eredeti változatot is tartalmazza.

## Megjelenések
12" Limited edition  Németország MCA Records – 0900.138
- A1	Pop Muzik	3:20
- A2	M Factor	2:31
- B	Pop Muzik	5:00

## Slágerlista
| Slágerlista (1979–1980)                      | Legjobb helyezés |
| -------------------------------------------- | ---------------- |
| Ausztrália (Kent Music Report)               | 1                |
| Ausztria (Ö3 Austria Top 40)                 | 2                |
| Belgium (Ultratop 50 Flanders)               | 3                |
| Kanada Canada Adult Contemporary (RPM)       | 19               |
| Kanada Dance/Urban (RPM)                     | 1                |
| Kanada Top Singles (RPM)                     | 1                |
| Dánia (IFPI)                                 | 1                |
| Európa (Eurochart Hot 100)                   | 1                |
| Franciaország (IFOP)                         | 12               |
| Németország (Official German Charts)         | 1                |
| Olaszország (FIMI)                           | 5                |
| Hollandia (Dutch Top 40)                     | 3                |
| Hollandia (Single Top 100)                   | 3                |
| Új-Zéland (Recorded Music NZ)                | 3                |
| Norvégia (VG-lista)                          | 5                |
| Svédország (Sverigentopplistan)              | 1                |
| Svájc (Schweizer Hitparade)                  | 1                |
| Egyesült Királyság (Official Charts Company) | 2                |
| US Billboard Hot 100                         | 1                |
| US Cash Box                                  | 4                |
| US Record World                              | 4                |

### Év végi összesítések
| Slágerlista (1979)                   | Helyezés |
| ------------------------------------ | -------- |
| Ausztrália (Kent Music Report)       | 10       |
| Ausztria (Ö3 Austria Top 40)         | 6        |
| Belgium (Ultratop 50 Flanders)       | 28       |
| Kanada (RPM Top 200 Singles)         | 21       |
| Franciaország (IFOP)                 | 39       |
| Németország (Official German Charts) | 7        |
| Olaszország (FIMI)                   | 18       |
| Hollandia (Dutch Top 40)             | 28       |
| Hollandia (Single Top 100)           | 29       |
| Észak-Afrika (Springbok Radio)       | 5        |
| Svájc (Schweizer Hitparade)          | 13       |
| US Cash Box                          | 15       |